# Lancia Dedra
La Lancia Dedra est une automobile fabriquée par le constructeur italien Lancia, appartenant au groupe italien Fiat, entre 1989 et 1999.
La Lancia Dedra repose sur la plate-forme de la Fiat Tipo et il faut considérer la Dedra comme la version à 4 portes de la Lancia Delta de 2e génération. Elle remplaçait la Lancia Prisma, laquelle était la version 4 portes de la Delta de 1re génération.
La Lancia Dedra a été conçue sur la même base et en même temps que les Fiat Tempra et Alfa Romeo 155 sur la plate-forme mécanique de la Fiat Tipo. Ces trois véhicules étaient des berlines à trois volumes classiques de classe moyenne haute. Le dessin de la carrosserie est l'œuvre de l'Institut I.DE.A, qui lui donna un excellent Cx - coefficient de résistance aérodynamique - de seulement 0.29.
Lancée en 1989, la gamme s'est articulée dès son lancement autour de quatre motorisations.
Trois blocs essence :
- Le 1.6 Torque de 90 ch
- Le fameux Lampredi en 1.8 ie et 2.0 ie qui est en fait le même moteur avec alésage et course différente (1.8 110 ch, 2.0 120 ch)

Et un turbo diesel :
- Le 1.9 td 1 929 cm3 déjà connu sur les Delta 1/Prisma et Ritmo/Regata développant cette fois 90 ch.

En 1991, la gamme s'étoffe des versions 2000 Turbo et Intégrale reprenant la mécanique des Delta Intégrale 8s. Véritables locomotives de la gamme, elles disposent d'une gestion électronique totale (injection/suralimentation…) et d'un système Boostdrive qui fait varier la pression de suralimentation en fonction de la sollicitation sur l'accélération du conducteur (mais ce n'était pas un Overboost comme sur les Delta Integrale).
Nouveauté notable, c'est à cette occasion que Lancia a introduit le système antipatinage Visco drive sur la 2000 turbo (système qui disparut avec la Delta HPE HF).
Sont aussi introduites à la même période les versions Symbol sur les autres motorisations.
En 1993, Lancia remanie légèrement la gamme et les moteurs essence sont catalysés. Le 2.0 i.e passe ainsi de 120 à 113 ch, le 2.0 turbo i.e de 165 à 162 ch, l'intégrale de 177 à 169 ch et le 1.6 ie a 75 ch. Le niveau d'équipement change avec l'apparition des modèles LE (linea eleganza) & LS. D'autres modifications font leur apparition, moins visibles cette fois dans la structure de la caisse (adoption du châssis des futures série 2).
Sur certains marchés comme l'Italie ou l'Allemagne, les airbags font leur apparition dans la gamme sur des Série 1.
En 1994, Lancia ajoute un break "Station Wagon" qui reçoit un bon accueil en Italie comme à l'étranger. Le reste de la gamme bénéficie d'un restylage afin de maintenir sa réussite commerciale. Les versions sportives sont arrêtées. La gamme se divise en quatre finitions LE, LS et LX (uniquement disponibles avec les 2.0 ie 16v (1994 à 1996) et 1.8 VVT, de 1996 à 1998). À noter une version 4 roues motrices du break SW avec le 2.0 16v de 1994 à fin 1995.
Début 1998 la Dedra reçoit son deuxième et dernier restylage. La Dedra série 3 adopte le 1.6 16v de 103 ch en complément du 1.8 VVT 16v 130 ch et du 1.9 TD 92 ch. Les optiques avant et arrière sont revues, la peinture intégrale (avec de nouvelles couleurs) fait son apparition aussi. Nouvelles jantes au design plus moderne, et nouvelle planche de bord dérivée de celle des Delta II. Les trains roulants sont améliorés et très proches de ceux de la remplaçante de la Dedra : la Lancia Lybra, qui apparait en 1999.

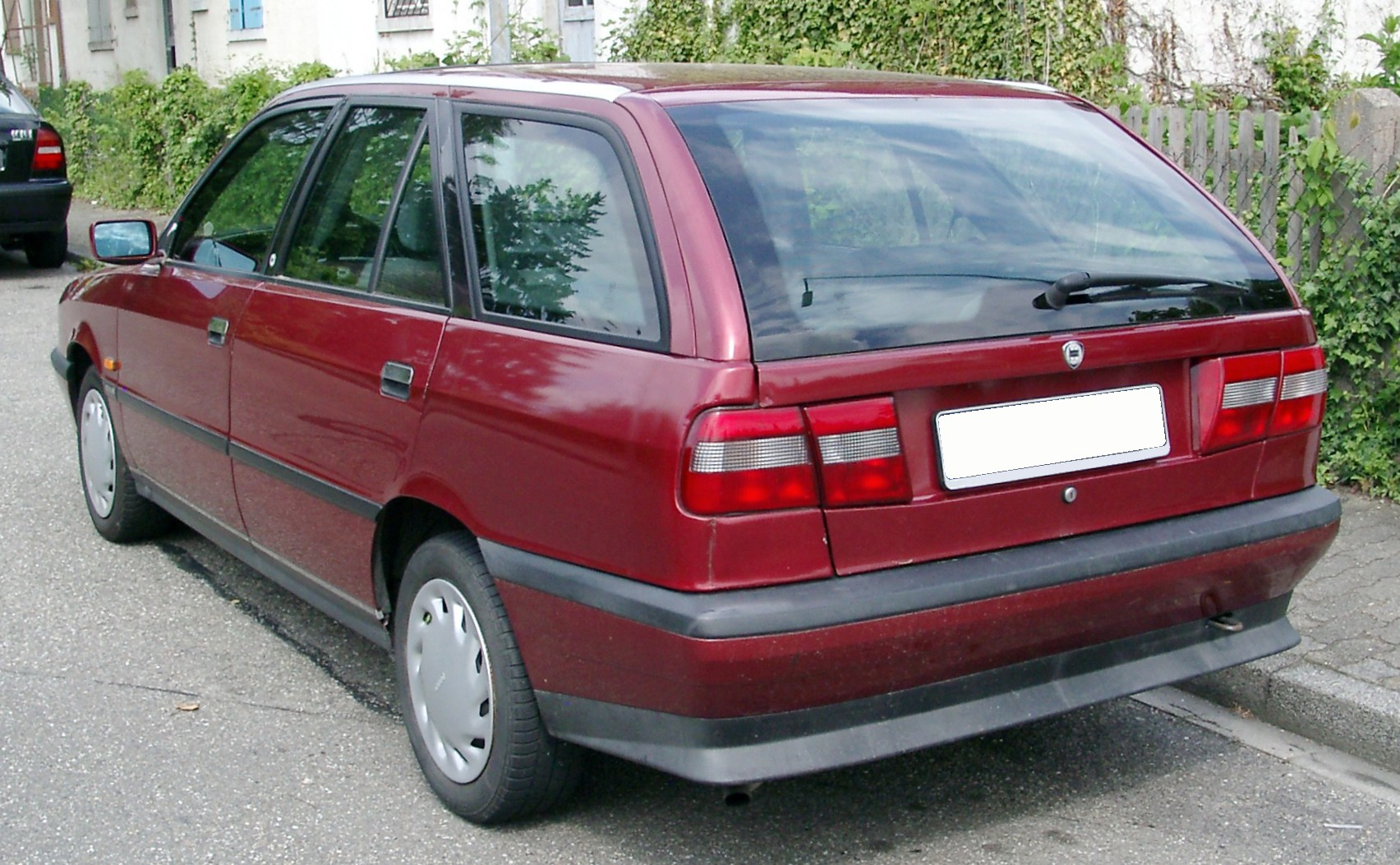
Lancia Dedra SW

L'intention de Lancia était de réaliser, comme le voulait la tradition de la marque, un modèle luxueux de milieu de gamme, qui serait doté d'une forte personnalité, avec un niveau de finition élevé et l'utilisation de matériaux de haute qualité comme l'Alcantara. Elle fera l'objet d'une attention particulière au niveau du traitement de la carrosserie et des peintures.
Comme toujours chez Lancia, l'habitabilité et la qualité de conduite ont été sérieusement étudiées avec notamment la présence de sièges et volant réglables en hauteur. La sécurité (passive et active) n'est pas en reste avec la cellule de survie de tout l'habitacle et les prétensionneurs de ceinture et Airbag de série à partir de 1994.
Les modèles haut de gamme pouvaient recevoir des options telles que la suspension pilotée électroniquement, l'ABS et la climatisation auto (de série à partir de 1991 sur les 2.0 ie/2.0 turbo ie/Intégrale) mais aussi le tableau de bord digital, les sièges électriques et chauffants ou encore une sellerie en cuir Poltrona Frau.

## Versions
- 1.6 i.e. (injection monopoint) 78 ch, 124 N m 1 581 cm3 (1989 – 1992)
- 1.6 i.e. (injection monopoint) 75 ch, 125 N m 1 581 cm3 (1992 – 1994)
- 1.6 (injection multipoint -MPI-) 90 ch, 127 N m 1 581 cm3 (1994 – 1997)
- 1.6 16V (MPI) 103 ch, 145 N m 1 581 cm3 (1998 – 1999)
- 1.8 i.e. (MPI) 105 ch, 143 N m 1 756 cm3 (1989 – 1993)
- 1.8 i.e. (MPI) 90 ch, 133 N m 1 756 cm3 (1993 – 1994) (????)
- 1.8 (MPI) 101 ch, 145 N m 1 756 cm3 (1994 – 1996)
- 1.8 (MPI) 113 ch, 157 N m 1 756 cm3 (1996 – 1997)
- 1.8 16V VVT (MPI) 131 ch, 167 N m 1 756 cm3 (1996 – 1999)
- 2.0 i.e. (MPI) 113 ch, 159 N m 1 995 cm3 (1989 – 1994)
- 2.0 automatique (MPI)[2] 115 ch, 162 N m 1 995 cm3 (1992 – 1997) (?date de fin 95?)
- 2.0 16V (MPI) 139 ch, 185 N m 1 995 cm3 (1994 – 1996)
- 2.0 16V intégrale (MPI) 139 ch, 185 N m 1 995 cm3 (1994 – 1997) (? date de fin 96?)) (disponible en break uniquement)
- 2.0 turbo i.e. (MPI) 165 ch, 285 N m 1 995 cm3 (1991 – 1993)
- HF turbo (2.0 Turbo i.e Catalysée) (MPI) 162 ch, 285 N m 1 995 cm3 (1993 – 1994)
- 2.0 i.e. intégrale (MPI) 177 ch, 275 N m 1 995 cm3 (1991 – 1993)
- HF Intégrale (2.0 ie intégrale catalysée) (MPI) 169 ch, 275 N m 1 995 cm3 (1993 - 1994)
- 1.9 turbo ds 92 ch, 194 N m 1 929 cm3 (1989 – 1993) (boîte 5 CV)
- 1.9 tds 92 ch, 194 N m 1 929 cm3 (1993 – 1999) (boîte 6 CV)

Au total, ce sont 418 084 exemplaires de la Lancia Dedra qui ont été fabriqués.